# ازدواج همجنس در اورگن

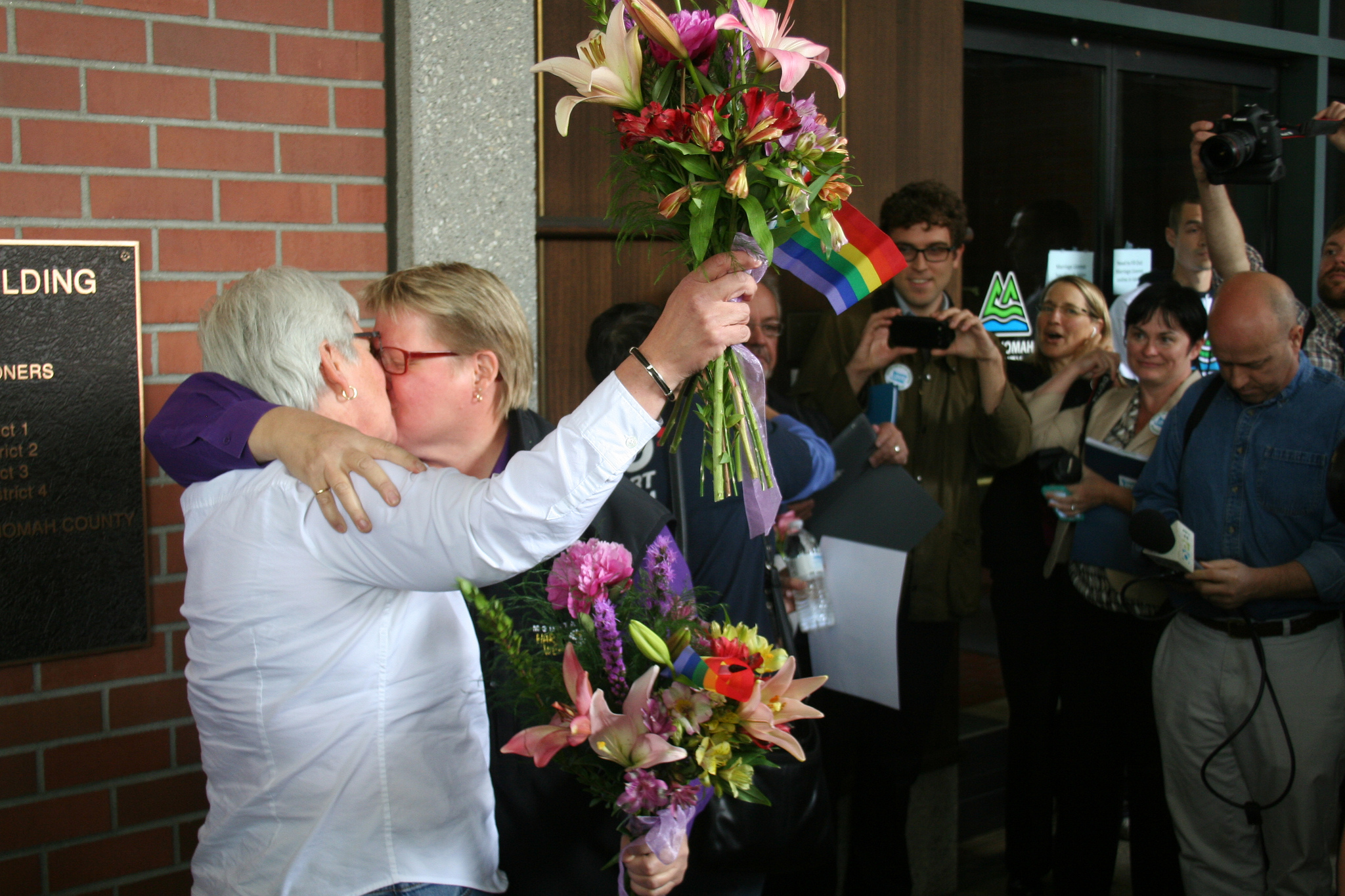
بوسه دو زن همجنسگرا در یک مراسم عروسی در اورگن

ازدواج همجنس‌ها در اورگن از ۱۹ مه ۲۰۱۴ و پس از آنکه دادگاه فدرال اورگن ممنوعیت ازدواج همجنس‌ها در ایالت را باطل کرد، قانونی شده است. اهالی اورگن در سال ۲۰۰۴ با شرکت در یک همه‌پرسی با اکثریت ۵۷ درصدی ازدواج همجنس‌ها در آن ایالت را ممنوع کرده بودند اما دادگاه این ممنوعیت را برخلاف اصلاحیه چهاردهم قانون اساسی ایالات متحده دانست. اورگن ۱۸مین ایالت آمریکا بود که ازدواج همجنس‌ها را قانونی اعلام کرد.